# Hoplocorypha acuta
Hoplocorypha acuta es una especie de mantis de la familia Thespidae.

## Distribución geográfica
Se encuentra en Madagascar  y Tanzania.